# Museo de Arte Erótico Mundial
El World Erotic Art Museum - WEAM (en español, Museo de Arte Erótico Mundial), ubicado en el corazón del distrito art déco de de Miami Beach, es un museo, biblioteca y centro de estudios que utiliza su colección para ilustrar la historia del arte erótico. Contiene la colección de Naomi Wilzig. 

## Colección
La colección incluye esculturas, dibujos, pinturas y fotografías. La colección abarca desde el arte popular hasta el trabajo de artistas famosos. El museo muestra obras de artistas como Rembrandt, Picasso, Salvador Dalí, Fernando Botero, así como Robert Maplethorpe, Helmut Newton y Bunny Yeager, por nombrar solo algunos de los más de 4000 de la colección. En abril de 2008, el artista japonés Hajime Sorayama y su representante Artspace Company Y, LLC, colaboraron con WEAM para establecer la primera exposición pública de arte en solitario, que agregó el arte de Sorayama a sus colecciones permanentes preexistentes.

## Exposiciones
En 2011, WEAM estrenó la primera exposición estadounidense de grabados eróticos raros de Rembrandt. En 2012, el curador Helmut Schuster organizó la primera exposición individual de Helmut Newton en Florida en cooperación con el MDM en Salzburgo. El Museo de Arte Erótico Mundial está abierto todos los días de 11:00 a. m. a 6:00 p. m.

## Galería

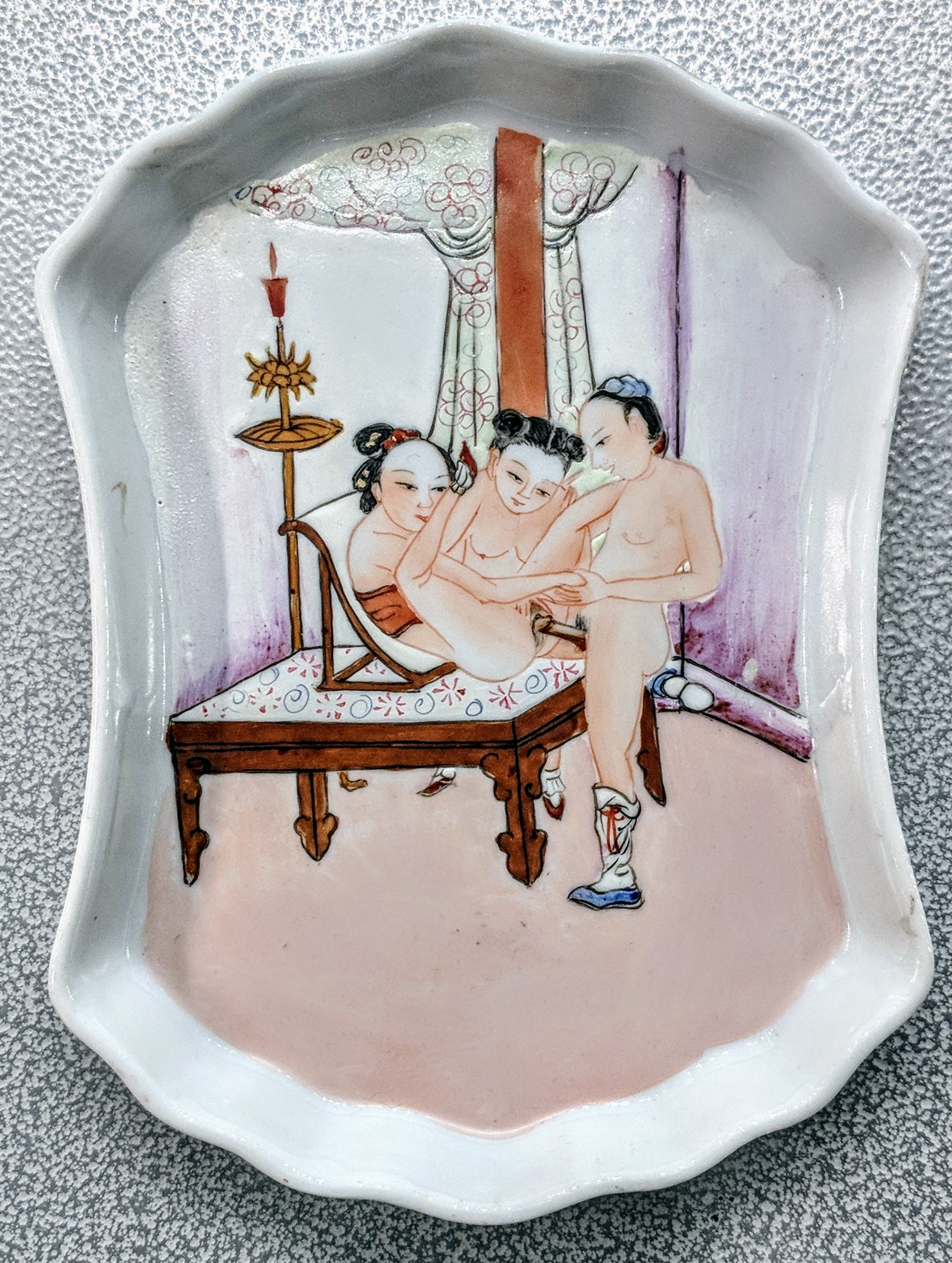
Un plato de porcelana china, c. 1900, que representa a un hombre que tiene relaciones sexuales con una mujer con los pies atados.
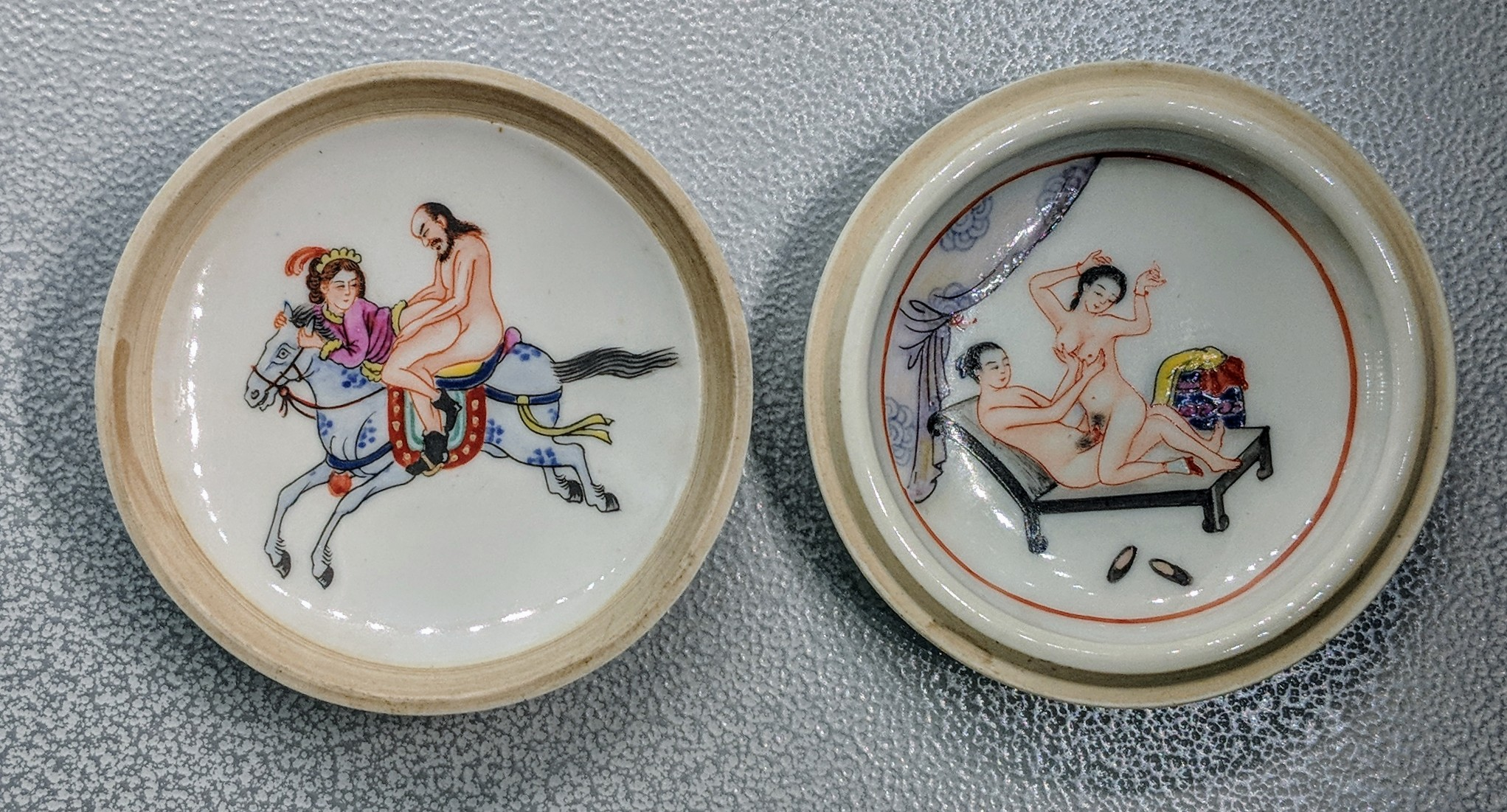
Un plato de porcelana china cubierto, c. 1900, que muestra dos escenas de parejas que tienen relaciones sexuales, una a caballo
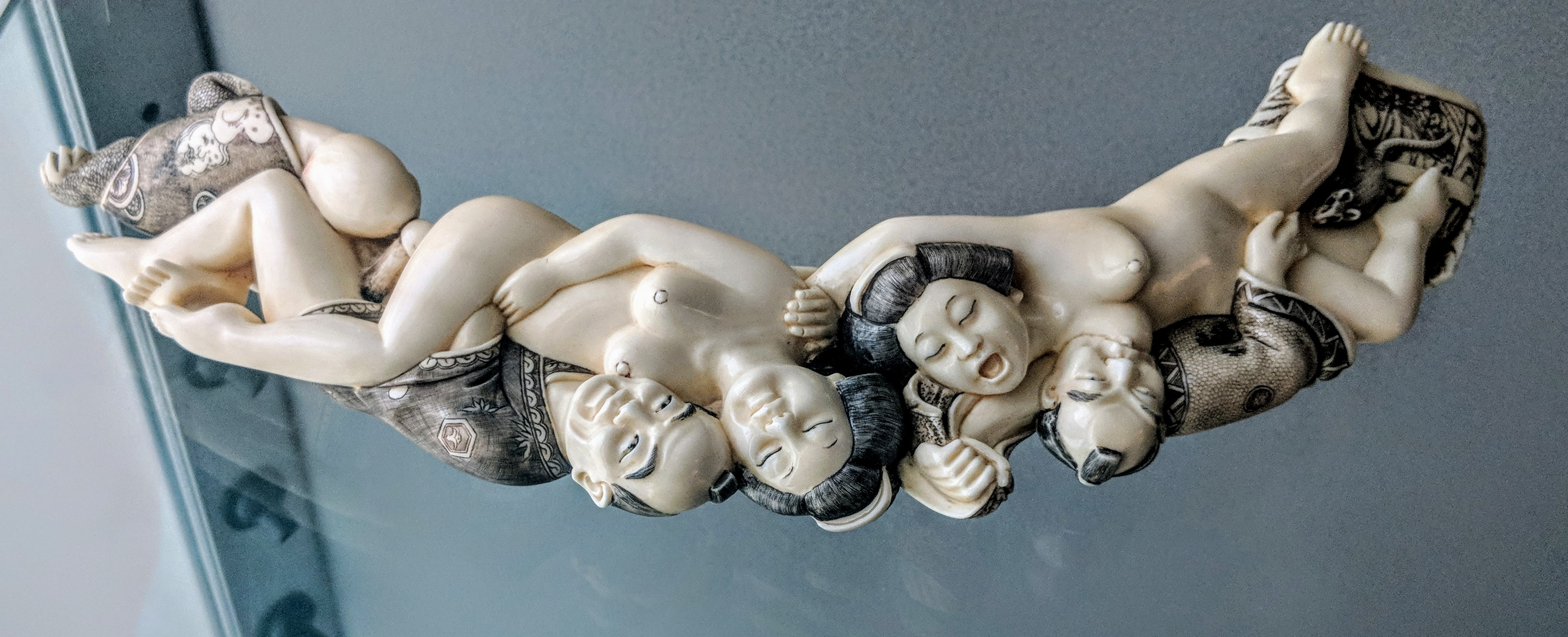
Una talla erótica japonesa de un colmillo de marfil, c. mil novecientos
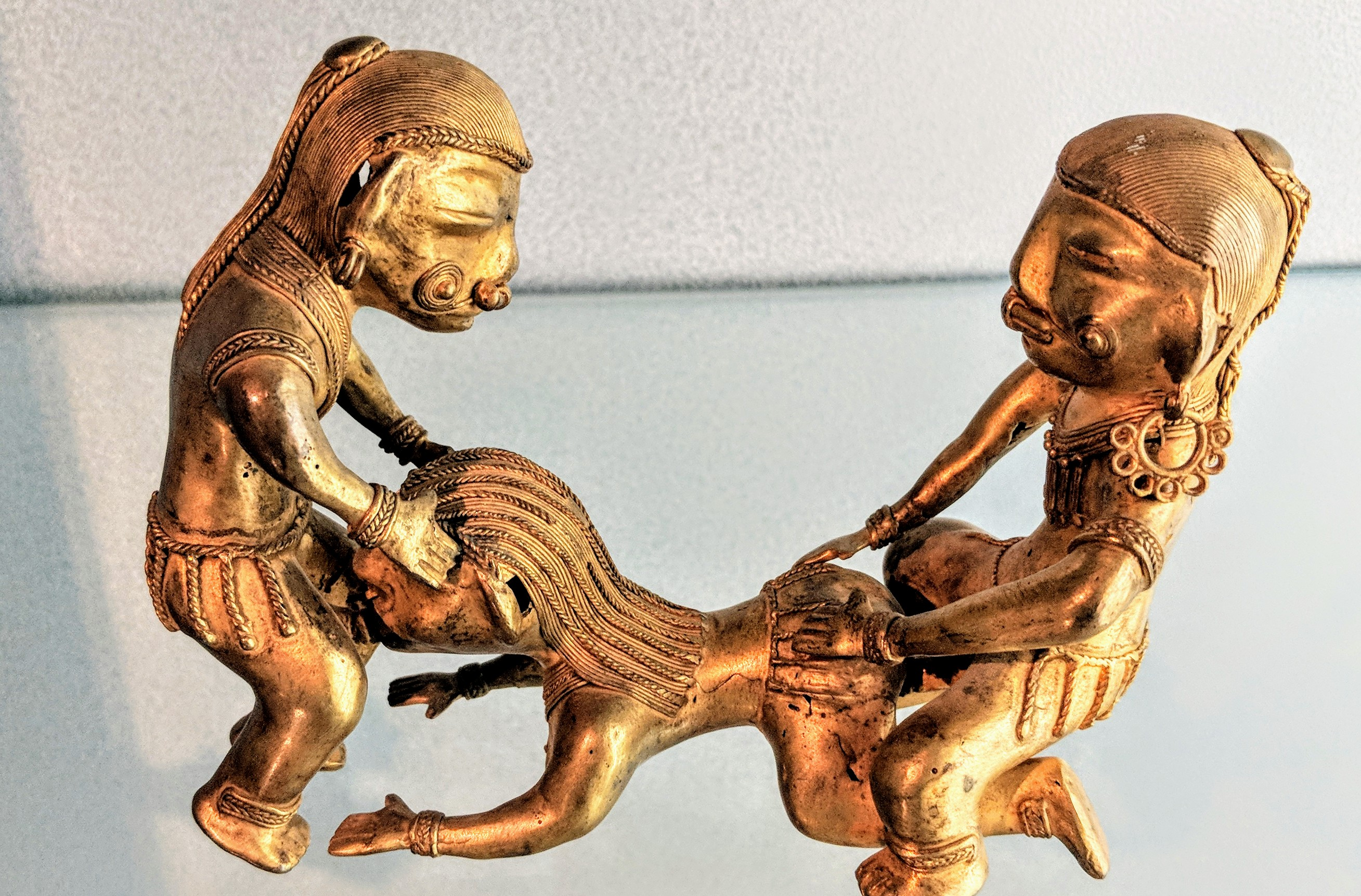
Una figura precolombina de la cultura Tairona, que utiliza la técnica de trabajo en metal de Tumbaga.
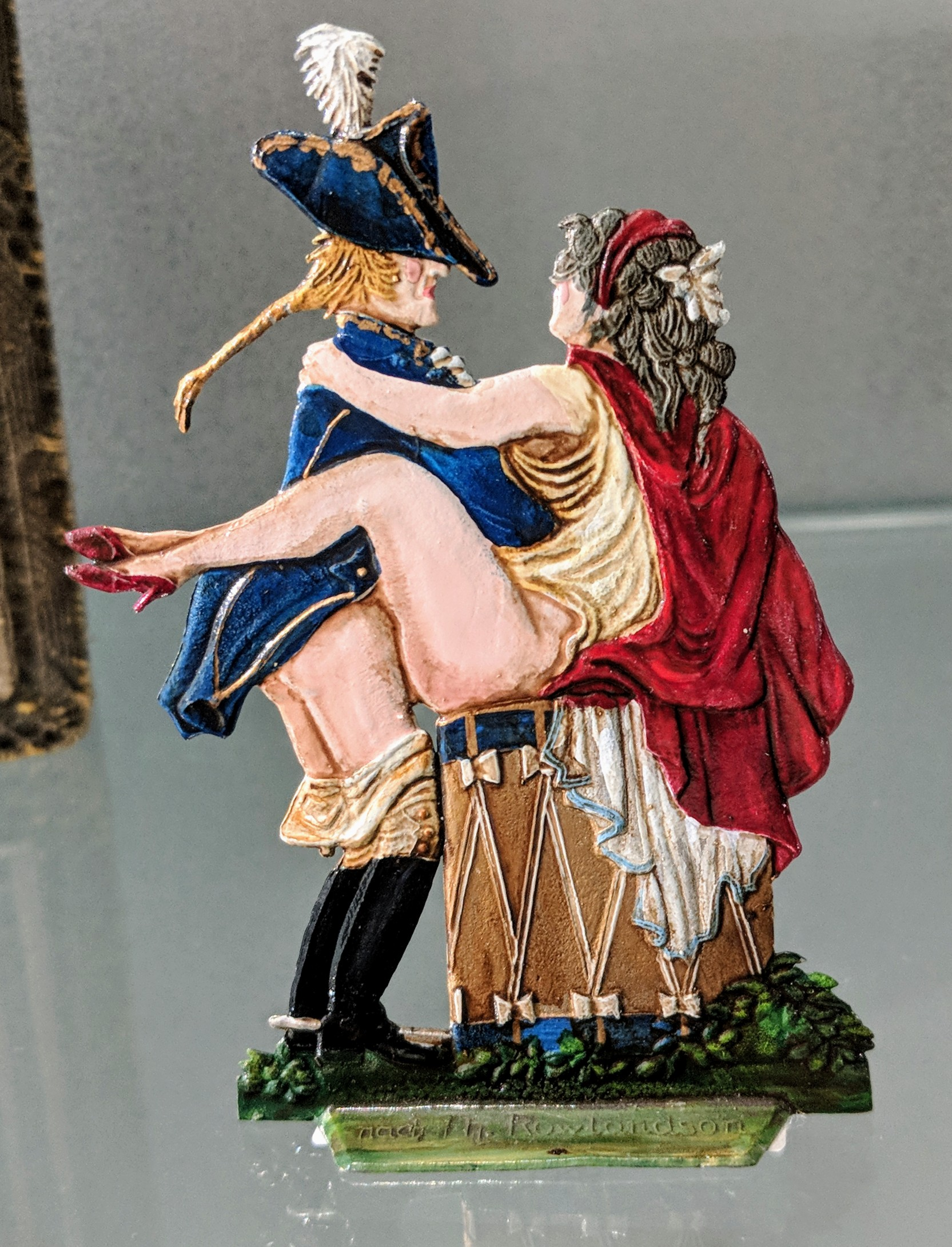
Estatuilla francesa de metal pintado, c 1900, que muestra a un caballero seduciendo a su amante en un tambor de campaña.